# The Two Puddings

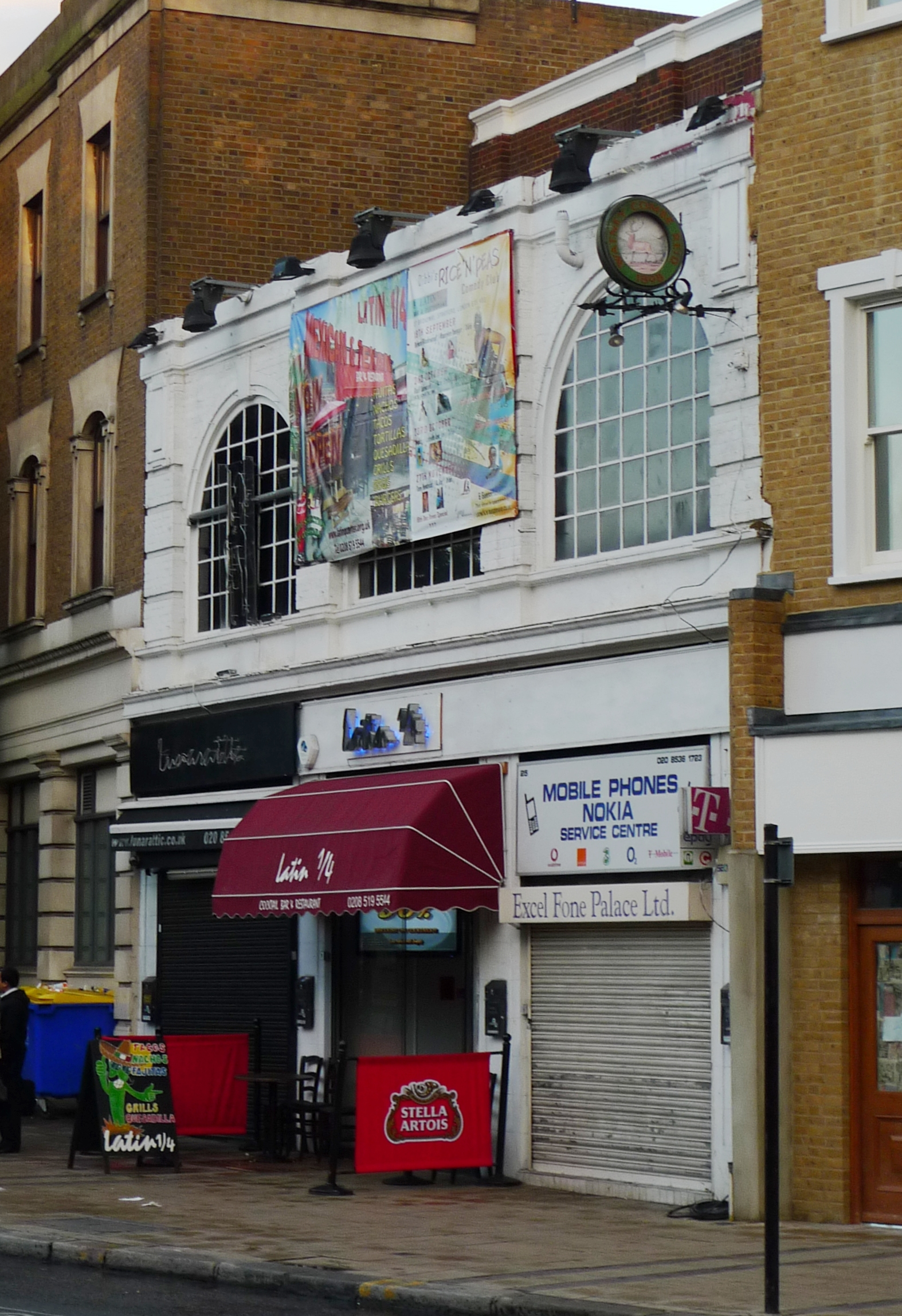
El local on era ubicat el pub The two puddings a la data de la fotografia s'havia partit en tres negocis diferents (18 set 2011)

The Two Puddings va ser un pub situat al carrer Broadway del districte d'Stratford, barri d'Est End, Londres. Mentre va ser gestionat pels germans Eddie i Kenny Johnson (19 de maig de 1962 a 2000) va adquirir importància com a expositor de música en viu. Els germans Johnson tenien experiència organitzant balls en locals i treballant en el sector d'estibadors. El 1961 van comprar-li la llicència d'explotació del pub a l'arrendatari anterior perquè aquest tenia problemes amb la justícia.
El pub tenia servei de cuina fins l'hora de tancament, servei de beguda, música de DJ's i actuacions en directe.
Alguns intèrprets destacats que hi van actuar durant els caps de setmana: Clyde McPhatter, The Who, Small Faces i David Essex.
El fill de n'Eddie Johnson, Matt Johnson va créixer en aquest ambient musical i va dedicar-se a la creació musical. El grup The The també va debutar en el pub de la família de Matt.
Durant la dècada dels vuitanta es van celebrar sessions de "karaoke".
A final de segle XX el seu nom va canviar a "Zwagga" també era un bar musical. Posteriorment es va diversificar en altres tipus de negocis.